# Angianthus drummondii
Angianthus drummondii là một loài thực vật có hoa trong họ Cúc. Loài này được (Turcz.) Benth. mô tả khoa học đầu tiên năm 1867.